# شيبتو
شيبتو (حكمت حوالي 1775 - 1761 قبل الميلاد) كانت عقيلة الملك زميري ليم، والملكة القرينة لدولة مدينة ماري القديمة في سوريا الحديثة. وصفها المؤرخ أبراهام مالامات بأنها «أبرز سيدات مملكة ماري».

## حياتها
ولدت شيبتو في العائلة المالكة لمملكة يمحاض. والدها يريم ليم الأول، ملك يمحاض. أجبرها زميري ليم على الفرار من ماري عندما اغتيل والده الملك، ياخدون-ليم، في انقلاب حصل في القصر من قبل ياسمه-أداد الذي اغتصب العرش. تحالف زميري ليم مع ياريم-ليم من يمحاض لكي يساعده على استعادة عرشه في ماري وتوطد تحالفهما بزواج زميري ليم من شيبتو.وكان من نسلهما سبع بنات. تم تعيين إحداهن حاكمة لبلدة مجاورة. وتزوجت العديد منهن من عائلات ملكية أخرى من الشرق الأدنى القديم، بما في ذلك إبباتوم التي تزوجت من ملك أنداريك، وعنب شري التي تزوجت من حاكم أشلكا.
تمتعت شيبتو بسلطات إدارية واسعة كملكة. وأثناء غياب زمري-ليم، تولت شيبتو إدارة المدينة والقصر الملكي والمعبد. تكشف الألواح الموجودة في ماري عن مراسلات متواصلة بين شيبتو وزوجها في غيابه. كانت معظم الرسائل ذات طابع إداري، بما في ذلك تقارير عن حالة المدينة وكذلك تقارير عسكرية واستخباراتية. كما تم تبادل الرسائل الشخصية، بما في ذلك رسالة تخطر الملك بإنجابها لتوأم صبي وبنت. عكست رسائل شيبتو المودة العميقة لزوجها وقلقها على صحته خلال حملاته. وبالمثل، أرسل زمري-ليم رسائل لإطلاعها على معاركه وأماكن تواجده، وإرشادها بشأن إدارة المدينة. في إحدى رسائلها، أبلغت شيبتو زوجها زمري-ليم، بناءً على طلبه، بنبوءة أوراكل بأن الهجوم البابلي على ماري سينتهي بالفشل. ومع ذلك، كانت النبوءة خاطئة، وقام البابليون بقيادة حمورابي باحتلال ماري عام 1761 قبل الميلاد.
وبالإضافة إلى أدوارها السياسية والأسىرية، أشرفت على الصناعات التي كانت تتم في ورش القصر.